# 세계 위기 언어 지도
UNESCO의 《세계 위기 언어 지도》(Atlas of the World's Languages in Danger)는 전세계의 소멸위기에 처한 언어들의 포괄적인 목록을 담은 온라인 간행물이다. 1994년부터 발간된 《소멸 위기 언어의 붉은 책》(Red Book of Endangered Languages)을 대체하여 출판되었고, 2009년부터 온라인 버전이 출시되었다. 현재는 온라인 전용 간행물로 전환되었다.
유네스코 목록에서는 소멸위기언어를 크게 6단계로 분류하고 있는데, 정도에 따라 안전/소멸위기가 아닌 언어(Safe / Not Endangered), 취약 언어(Vulnerable), 확실한 소멸위기 언어(Definitely endangered), 심각한 소멸위기 언어(Severely endangered), 절박한 소멸위기 언어(Critically endangered), 그리고 사어(Extinct)이다.

## 같이 보기
- 소멸위기언어